# Europäische Union bei den Vereinten Nationen
Die Europäische Union (EU) als Nachfolger der Europäischen Gemeinschaften (EG) ist seit 1974 beobachtendes Mitglied in den Vereinten Nationen (UN). Seit dem 3. Mai 2011 hat die EU einen erweiterten Beobachterstatus in der Generalversammlung der Vereinten Nationen inne, ohne das Abstimmungsrecht zu besitzen. Sie ist somit in der Generalversammlung neben ihren 27 Mitgliedsstaaten vertreten, von denen eines als ständiges Mitglied im Sicherheitsrat der Vereinten Nationen sitzt.

## Geschichte
Am 11. Oktober 1974 wurde der Europäischen Wirtschaftsgemeinschaft (EWG) durch die 29. Generalversammlung der Vereinten Nationen ein ständiger Beobachterstatus zuerkannt. Die EWG war damit die erste nichtstaatliche Rechtseinheit, die diesen Status erhielt.
Mit der Zeit wurde der Beobachterstatus in einer Vielzahl von Sonderorganisationen der Vereinten Nationen gewährt. Zusätzlich ist sie seit 1991 Vollmitglied der Ernährungs- und Landwirtschaftsorganisation der UN (FAO) und seit 1995 der Welthandelsorganisation (WTO).
Im Jahr 2001 war die EU die erste nichtstaatliche Einheit, die ein Gipfeltreffen der UN-Konferenz der Am Wenigsten Entwickelten Länder veranstaltete.
Die 1992 durch den Vertrag von Maastricht geschaffene EU war bis zum Inkrafttreten des Lissabon-Vertrags jedoch nicht selbst in den UN vertreten, da sie keine Rechtspersönlichkeit hatte. Die Europäische Gemeinschaft nahm daher diese Vertretung zwischen 1993 und 2009 wahr. Besaß also bis zu diesem Zeitpunkt nur die Europäische Gemeinschaft in der UN-Generalversammlung und im Wirtschafts- und Sozialrat der Vereinten Nationen einen Beobachterstatus, so hat die vertragliche Schaffung der Rechtspersönlichkeit der EU (nach Artikel 47 EUV) zur Folge, dass dieser Mitwirkungsstatus seit dem 1. Dezember 2009 der Europäischen Union zukommt. Seit 1974 hatte die Europäische Kommission ein Verbindungsbüro in New York. Auch die halbjährlich wechselnde Ratspräsidentschaft hatte seit 1994 ein Verbindungsbüro. Die Zusammenarbeit zwischen EG und EU musste zwischen diesen beiden Büros koordiniert werden. Im Zuge des Lissabon-Vertrags sind die Verbindungsbüros zu einer EU-Delegation zusammengelegt worden.
Im Jahr 2009 schlug die EU eine Resolution vor, die ihr in der Generalversammlung dieselben Vertretungsrechte wie ein Vollmitglied, jedoch ohne Abstimmungsrecht, gewähren sollte. Dieser Vorstoß wurde jedoch 2010 abgelehnt. Nach langen Verhandlungen wurde 2011 eine neue Resolution verabschiedet, die den Beobachterstatus der EU in der Generalversammlung erweitert und ihr neue Rechte einräumt. Ohne Gegenstimmen wurde die  Resolution von 180 der 192 UN-Mitgliedsstaaten angenommen. Syrien und Simbabwe hatten sich der Stimme enthalten und zehn weitere Staaten waren bei der Abstimmung nicht anwesend.

## Vertretung der Interessen der EU bei den Vereinten Nationen
Alle EU-Staaten sind eigenständige Mitglieder der Vereinten Nationen, einige EU-Mitglieder sind Gründungsmitglieder der Vereinten Nationen. Die Mitgliedstaaten der Europäischen Union haben die Außenvertretung der EU, die früher von den Vertretern des Mitgliedstaats wahrgenommen wurde, der den turnusmäßigen Vorsitz des Rates der Europäischen Union innehatte, den folgenden institutionellen Vertretern übertragen: dem Präsidenten des Europäischen Rates, dem Hohen Vertreter der Union für Außen- und Sicherheitspolitik, der Europäischen Kommission und den Delegationen der Europäischen Union. Seit Januar 2024 ist Stavros Lambrinidis Leiter der Delegation der Europäischen Union (EU-Botschafter) bei den Vereinten Nationen.

### Leiter der Delegation der Europäischen Union bei den Vereinten Nationen
| Leiter der EU-Delegation | Nationalität           | Amtszeit                        |
| ------------------------ | ---------------------- | ------------------------------- |
| Stavros Lambrinidis      | Griechenland           | Januar 2024 bis heute           |
| Olof Skoog               | Schweden               | Dezember 2019 bis Dezember 2023 |
| João Vale de Almeida     | Portugal               | November 2015 bis November 2019 |
| Thomas Mayr-Harting      | Österreich             | Oktober 2011 bis Oktober 2015   |
| Pedro Serrano            | Spanien                | Januar 2010 bis Oktober 2011    |
| Fernando Valenzuela      | Spanien                | 2004 bis 2009                   |
| John Richardson          | Vereinigtes Königreich | Mai 2001 bis 2004               |

### Vertretung in der Generalversammlung
Seit der Verabschiedung der Resolution A/RES/65/276 am 3. Mai 2011 hat die EU einen erweiterten Beobachterstatus in der UN-Generalversammlung inne, der ihr einige Privilegien einräumt. Sie hat das Recht Stellungnahmen abzugeben, wird zur Teilnahme an der Generaldebatte der Generalversammlung eingeladen, kann Vorschläge und Änderungsanträge, auf die sich die Mitgliedstaaten der Europäischen Union geeinigt haben, mündlich unterbreiten. Die Vertreter der Europäischen Union haben jedoch „weder das Stimmrecht noch das Recht, Resolutions- oder Beschlussentwürfe mit einzubringen oder Kandidaten aufzustellen“. Normalen Beobachtern in der Generalversammlung, wie dem Heiligen Stuhl oder dem Roten Kreuz, sind diese Privilegien bis dato nicht zuerkannt worden.

### Vertretung im Sicherheitsrat
Ein Mitgliedsstaat der EU ist ständiges Mitglieder im Sicherheitsrat: Frankreich. Dieses verpflichtet sich durch Art. 34 §2 des Vertrags über die Europäische Union „die übrigen Mitgliedstaaten in vollem Umfang [zu] unterrichten“ und sich „für die Standpunkte und Interessen der Union einzusetzen“.

### Vertretung in anderen VN-Organisationen und Verträgen
Die EU ist als einziger nichtstaatlicher Akteur Vertragspartei von etwa 50 internationalen UN-Verträgen. Sie ist außerdem ein Vollmitglied in einer Vielzahl von Nebenorganen und Sonderorganisationen der Vereinten Nationen wie der Kommission der Vereinten Nationen für Nachhaltige Entwicklung, dem Waldforum der Vereinten Nationen und der Ernährungs- und Landwirtschaftsorganisation (FAO) der Vereinten Nationen. Die EU war außerdem ein vollwertiger Teilnehmer an einer Vielzahl von internationalen Konferenzen, wie den Rio und Kyoto-Klimagipfeln.

## Stimmverhalten der EU in der UNO
Die EU koordiniert ihr Stimmverhalten in den sechs Hauptausschüssen und anderen Nebenorganen der Generalversammlung, dem Wirtschafts- und Sozialrat der UNO und seinen Kommissionen und anderen untergeordneten Organen, einschließlich der Sonderorganisationen und Büros der UNO. Um eine bessere Koordinierung des Stimmverhaltens und eine gemeinsame Entscheidungsfindung zu ermöglichen, finden jährlich mehr als 1000 EU-interne Koordinierungstreffen statt. Die EU hat darüber hinaus bei allen größeren UN-Konferenzen seit 1990 mit einer Stimme gesprochen.
Die EU spricht bei Abstimmungen in der Generalversammlung im Rahmen der Gemeinsamen Außen- und Sicherheitspolitik (GASP), so gut wie möglich mit einer Stimme. Das Stimmverhalten der 28 EU-Mitglieder hat sich in den letzten 20 Jahren immer mehr vereinheitlicht. Der Anteil der Abstimmungen über Resolutionen der UNO-Generalversammlung, bei denen die EU-Mitgliedstaaten einheitlich votierten, stieg von 86 % in der 46. Generalversammlung (1991/92) auf 97 % in der 53. Generalversammlung (1998/99) und bleibt seitdem stabil bei etwa diesem Wert. Auch vor den Erweiterungen der EU in den Jahren 2004 und 2007 hatten die meisten der Kandidatenländer bereits gemeinsam mit den EU-Staaten gestimmt.
| EU Kohäsion bei Abstimmungen in der Generalversammlung | EU Kohäsion bei Abstimmungen in der Generalversammlung | EU Kohäsion bei Abstimmungen in der Generalversammlung | EU Kohäsion bei Abstimmungen in der Generalversammlung | EU Kohäsion bei Abstimmungen in der Generalversammlung | EU Kohäsion bei Abstimmungen in der Generalversammlung | EU Kohäsion bei Abstimmungen in der Generalversammlung | EU Kohäsion bei Abstimmungen in der Generalversammlung | EU Kohäsion bei Abstimmungen in der Generalversammlung | EU Kohäsion bei Abstimmungen in der Generalversammlung | EU Kohäsion bei Abstimmungen in der Generalversammlung | EU Kohäsion bei Abstimmungen in der Generalversammlung | EU Kohäsion bei Abstimmungen in der Generalversammlung |
| Jahr                                                   | 91–92                                                  | 92–93                                                  | 93–94                                                  | 94–95                                                  | 95–96                                                  | 96–97                                                  | 97–98                                                  | 98–99                                                  | 99–00                                                  | 00–01                                                  | 01–02                                                  | 02–03                                                  |
| ------------------------------------------------------ | ------------------------------------------------------ | ------------------------------------------------------ | ------------------------------------------------------ | ------------------------------------------------------ | ------------------------------------------------------ | ------------------------------------------------------ | ------------------------------------------------------ | ------------------------------------------------------ | ------------------------------------------------------ | ------------------------------------------------------ | ------------------------------------------------------ | ------------------------------------------------------ |
| EU-Kohäsion                                            | 86 %                                                   | 91 %                                                   | 91 %                                                   | 92 %                                                   | 93 %                                                   | 96 %                                                   | 96 %                                                   | 97 %                                                   | 95 %                                                   | 96 %                                                   | 96 %                                                   | 97 %                                                   |
| Insgesamte UN-Kohäsion                                 | 70 %                                                   | 69 %                                                   | 76 %                                                   | 74 %                                                   | 72 %                                                   | 70 %                                                   | 73 %                                                   | 75 %                                                   | 76 %                                                   | 76 %                                                   | 76 %                                                   | 78 %                                                   |

## Budgetbeteiligung der EU
Die EU und ihre Mitgliedsstaaten sind die größten Beitragszahler im System der Vereinten Nationen. Die 27 EU-Mitgliedstaaten trugen 2007 rund 38,9 % des regulären Haushalts der UNO. Die EU und ihre Mitgliedstaaten sind mit Abstand die größten Geber für offizielle Entwicklungshilfe mit 55,6 % der globalen Entwicklungshilfe. Die EU-Mitgliedstaaten sind ebenso mit etwa 40,6 % in 2007 der größte Beitragszahler für friedenserhaltende Einsätze der UNO und finanzieren rund die Hälfte der Haushalte von Fonds und Programmen der UNO. Alleine die Europäische Kommission zahlt mehr als 1,35 Milliarden US$ für UN-Projekte.

## Wichtige Felder der Zusammenarbeit
Die wichtigsten Felder der Zusammenarbeit sind Friedenssicherung und Konfliktprävention, Menschenrechte, Entwicklungszusammenarbeit, Nachhaltige Entwicklung und Umwelt, Humanitäre Hilfe, Terrorismus und Verbrechensbekämpfung, Handel und Kultur.

## Zukunftsaussichten
Vertreter von Regionalblöcken der afrikanischen, der arabischen und der karibischen Staaten unterstützen den erweiterten Beobachterstatus der EU. Für sie stellt dieser Text einen Präzedenzfall dar. Sie zeigten sich erwartungsvoll, dass die Europäer im Gegenzug nun ebenfalls Anträge der anderen Regionalblöcke unterstützen würden, wenn diese ähnliche Rechte für sich einforderten.
Mark Malloch Brown, ehemaliger stellvertretender Generalsekretär der Vereinten Nationen, geht davon aus, dass die EU eines Tages einen Sitz im Sicherheitsrat erhalten wird. Die Entwicklung bis zu diesem Zeitpunkt wird seiner Ansicht nach schrittweise verlaufen.
Diese Debatte ist politisch jedoch sehr heikel. Weder Großbritannien noch Frankreich haben Interesse daran gezeigt, ihren ständigen Sitz im Sicherheitsrat aufzugeben. Außerdem hat Deutschland seit langem sein Bestreben nach einem eigenen Sitz im Sicherheitsrat deutlich gemacht.